# Vasegerszeg
Vasegerszeg is een plaats (község) en gemeente in het Hongaarse comitaat Vas. Vasegerszeg telt 400 inwoners (2001).